# Pellegrino Canestri-Trotti
Pellegrino Canestri-Trotti (Forlì, 24 gennaio 1801 – Forlì, 5 gennaio 1877) è stato un politico italiano.

## Biografia
Nacque in una famiglia nobile di possidenti terrieri forlivesi (Canestri), che ebbe in seguito anche il titolo di conte della famiglia materna (Trotti) e fu attiva nel Risorgimento.
Fu tra i fondatori della Cassa di Risparmio di Forlì, suo consigliere, direttore ed infine suo presidente.
Fu sindaco di Forlì dal 1861 al 1863.
Fu nominato Senatore del Regno il 13 marzo 1864.